# Dubioza kolektiv
Dubioza kolektiv, également connu sous le nom de Dubioza, est un groupe de Bosnie-Herzégovine actuellement composé de sept membres. Leur musique inclut beaucoup de styles dont le reggae, le ska, le rock et emploie des paroles politiques et contestataires,. Le groupe se positionne par exemple contre la répression du téléchargement illégal et incite le public à télécharger gratuitement ses titres. Les membres du groupe affichent également leur soutien à des initiatives telles que The Pirate Bay, en créant une chanson free.mp3 (the pirate bay song), ou en arborant un drapeau de soutien au site lors des concerts.